# Montescudaio
Montescudaio és un municipi situat al territori de la província de Pisa, a la regió de la Toscana, (Itàlia).
Montescudaio limita amb els municipis de Cecina, Guardistallo, Montecatini Val di Cecina i Riparbella.

## Galeria

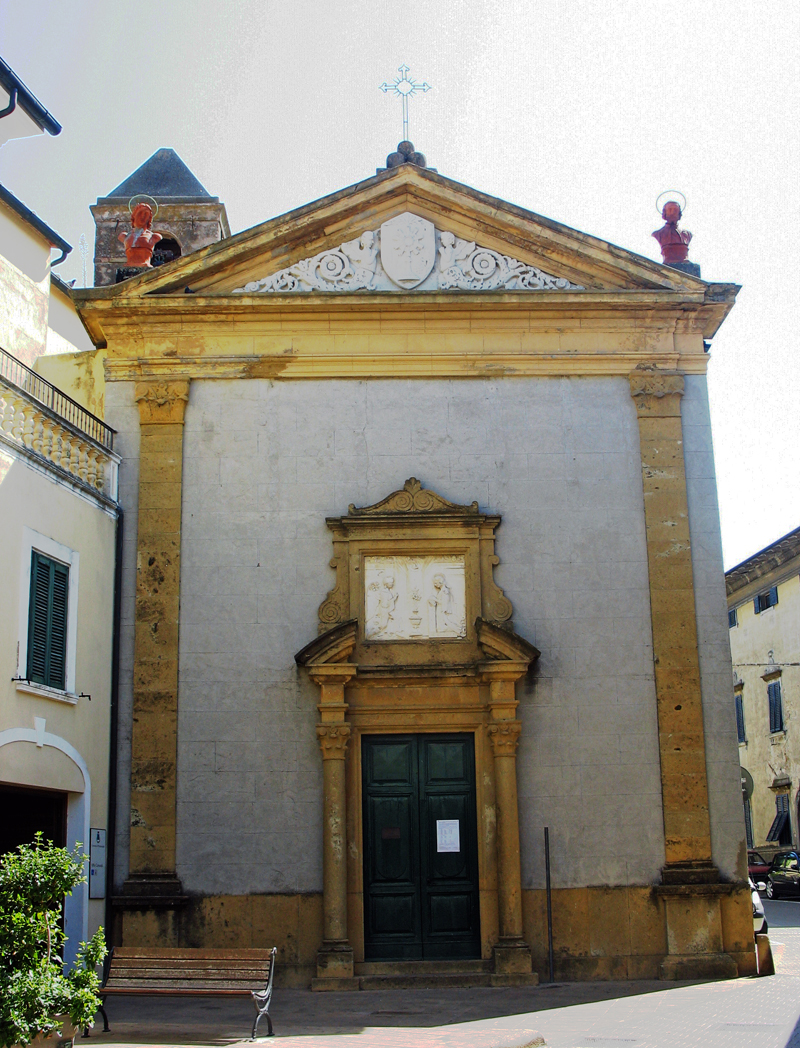
Església de la Sta. Anunciació
Localització del municipi a la prov. de Pisa